# Computer & Communications Industry Association
De Computer and Communications Industry Association (CCIA) is een internationale non-profit belangenorganisatie, gevestigd in Washington D.C., Verenigde Staten, die de bedrijven in de sector van de informatietechnologie vertegenwoordigt.
Volgens hun site promoot CCIA "open markten, open systemen, open netwerken, en volledige, eerlijke en open concurrentie," en fungeert het “als de ogen, oren en stem van 's werelds grootste leveranciers van technologieproducten en -diensten in Washington en Brussel”.
CCIA werd opgericht in 1972 en was actief in antitrustzaken waarbij IBM, AT&T en Microsoft betrokken waren. 
De organisatie heeft een lobbykantoor in Brussel, waar, samen met het Interactive Advertisers Bureau (IAB), dot.europe en enkele internetgiganten, actief werd tussengekomen bij de totstandkoming van Europese wetgeving inzake de digitale diensten en digitale markten.